# 日本気候リーダーズ・パートナーシップ
日本気候リーダーズ・パートナーシップ（にほんきこうリーダーズ・パートナーシップ、英語：Japan Climate Leaders’ Partnership （JCLP））は、持続可能な脱炭素社会の実現には産業界が健全な危機感を持ち、積極的な行動を開始すべきであるという認識の下に2009年に発足した、日本独自の企業グループである。

## 概要
持続可能な脱炭素社会への移行に先陣を切る事を自社にとってのビジネスチャンス、また次なる発展の機会と捉え、1.5度目標（21世紀末の世界平均気温を産業革命の前と比べて1.5℃程度の気温上昇に抑える目標のこと）の達成に向けて活動を行っている。
脱炭素社会の実現に向け、横浜市との包括連携協定の締結や、国際非営利組織The Climate Groupの公式地域パートナーとしてRE100、EV100、EP100 の普及窓口を務めるなど、自治体や海外機関との連携も進めている。
共同代表を山下良則（リコー）、今井雅則（戸田建設）、三宅香（三井住友信託銀行）が務める。
気候変動シンクタンクのインフルエンスマップは、JCLPの積極的な気候政策への支持を評価している。

### 活動目的
気候危機の克服に向け、1.5℃⽬標を確実に達成すべく、速やかに脱炭素社会へ移行する。

### 活動方針
1. 政策関与
2. バリューチェーン全体の脱炭素化
3. 社会へのソリューション提供
4. 適切な世論の形成
5. ステークホルダーとの協働
6. 国際ネットワーク活動（情報共有・国際社会への提言等）

## 加盟企業

### 正会員
- アイ・グリッド・ソリューションズ
- アスエネ
- アスクル
- アストラゼネカ
- UPDATER
- Apple
- アマゾンジャパン
- EY新日本有限責任監査法人
- イオン
- イケア・ジャパン
- オリックス
- グーグル
- 五洋建設
- 佐川急便
- 自然電力
- スリーエム ジャパン
- セールスフォース・ジャパン
- 積水ハウス
- 大和ハウス工業
- 髙島屋
- 武田薬品工業
- 東京建物
- DOWAエコシステム
- 戸田建設
- 日本テトラパック
- パタゴニア日本支社
- 富士通
- 富士フイルムホールディングス
- 芙蓉総合リース
- ボルボ・カー・ジャパン
- 三井住友信託銀行
- 三井不動産
- 三菱地所
- 村田製作所
- メンバーズ
- LIXIL
- リコー

### 準会員
- 旭化成ホームズ
- エコワークス
- ENECHANGE
- エムビーシーシー
- エンビプロ・ホールディングス
- オザックス
- クライメート・ダイアログ
- KDDI
- コープさっぽろ
- コーポレート・アクション・ジャパン
- 再生可能エネルギー推進機構
- 積水化学工業
- セブン&アイ・ホールディングス
- ゼロボード
- 高砂熱学工業
- 竹中工務店
- 地域計画建築研究所
- 電通グループ
- 東急建設
- 東京製鐵
- 日東電工
- 日本板硝子
- 農林中央金庫
- 細野物産
- ユアスタンド
- LINEヤフー
- Legal & General （LGIMジャパン）

### パブリックパートナー
- 一般社団法人イクレイ日本
- 外務省
- 長崎県五島市

## 書籍
- 松尾雄介、日本気候リーダーズ・パートナーシップ『脱炭素経営入門』日本経済新聞出版、2021年。ISBN 9784532324025。